# Майгаза
Майгаза (баш. Майғаҙы) — село в Белокатайском районе Республики Башкортостан Российской Федерации. Административный центр Майгазинского сельсовета.

## География

### Географическое положение
Расстояние до:
- районного центра (Новобелокатай): 20 км,
- ближайшей ж/д станции (Ункурда): 56 км.

## Население
| 2002 | 2009 | 2010 |
| ---- | ---- | ---- |
| 879  | ↘839 | ↘672 |

### Национальный состав
Согласно переписи 2002 года, преобладающие национальности — русские (61 %), башкиры (33 %).

## Религия
В селе строится мечеть.